# SS Lapland
SS Lapland foi um navio de passageiros construído pelo estaleiro Harland and Wolff, operando pela Red Star Line. Seu lançamento ocorreu no dia 27 de junho de 1908.

## Carreira
No dia 10 de abril de 1909, Lapland iniciou sua viagem inaugural de Antuérpia para a Nova Iorque, sob a bandeira belga. Sua última viagem nesta rota ocorreu no dia 7 de abril de 1914, sendo posteriormente transferido para rotas de Liverpool - Nova Iorque.
Em abril de 1912, Lapland foi contratado pela White Star Line, destinado a levar os sobreviventes do RMS Titanic para a Inglaterra. Lapland chegou à Inglaterra no dia 28 de abril, 13 dias após o naufrágio do Titanic.

### Primeira Guerra Mundial
No dia 29 de outubro de 1914, Lapland iniciou seus cruzamentos de Liverpool a Nova Iorque sob a bandeira britânica, após ser fretado pela Cunard Line. Em junho de 1917, ele foi requisitado e convertido em um navio de tropas. Seus primeiros passageiros foram os aviadores do 1° Esquadrão Aéreo , unidade da United States Army Air Service, com destino à França.

### Pós-guerra
No dia 24 de novembro de 1918, Lapland fez sua primeira viagem após o Armistício, partindo de Liverpool com destino a Nova Iorque, pela White Star Line. No dia 2 de agosto do ano seguinte, ele fez sua sexta e última viagem sobre esta rota. Em setembro do mesmo ano ele foi transferido para Southampton, realizando cruzamentos para Nova Iorque ainda em uso pela White Star Line. O navio fez apenas três viagens. 
Lapland foi reequipado, aumentando sua tonelada para 18.565, com alojamento para 389 passageiros de Primeira Classe, 448 da Segunda Classe e 1.200 da Terceira Classe, retornando ao seu serviço pela Red Star Line no início de 1920. Em abril de 1927, ele foi alterado para transportar turistas, realizando viagens entre Antuérpia, Southampton, Le Havre e Nova Iorque. Entre 1932 - 1933, ele foi usado como um navio de cruzeiros, operando entre Londres e Mediterrâneo. Em outubro de 1933, ele foi vendido para uma empresa japonesa, sendo desmontado em Osaka, no Japão.